# Bill Stout
Bill Stout (ur. 4 września 1927 w Illinois, zm. 1 grudnia 1989 w Los Angeles) – amerykański dziennikarz.

## Życiorys
Bill Stout urodził się 4 września 1927 roku. Rozpoczął karierę dziennikarską jako reporter dla Minneapolis Times i jako korespondent Associated Press. W 1950 roku wrócił do Los Angeles jako reporter stacji radiowej CBS KNX. W 1984 i 1985 roku został uhonorowany nagrodą Emmy. W 1986 roku otrzymał nagrodę Gubernatora akademii telewizji. W następnym roku doznał ataku serca. Zmarł 1 grudnia 1989 roku w wieku 62 lat. Posiada swoją gwiazdę na Hollywoodzkiej Alei Gwiazd.